# ریچموند (مین)
ریچموند (به انگلیسی: Richmond) یک منطقهٔ مسکونی در ایالات متحده آمریکا است که در شهرستان ساگاداهاک، مین واقع شده‌است. ریچموند ۸۱٫۷۴ کیلومتر مربع مساحت و ۳٬۵۲۲ نفر جمعیت دارد و ۶۴ متر بالاتر از سطح دریا واقع شده‌است.